# Polideportivo Fernando Martín
O Pabellón Polideportivo Municipal Fernando Martin é uma arena em Fuenlabrada, Comunidade Autônoma de Madrid, Espanha. Inaugurado em setembro de 1991, e nomeado em homenagem ao basquetebolista espanhol Fernando Martín Espina, a arena tem capacidade para 5.700 pessoas. Ele é usado principalmente para jogos de basquetebol e é a casa do Montakit Fuenlabrada.
Durante a fase de grupos da Euroliga de 1991-92 , a arena foi a casa do clube sérvio Partizan Belgrado, pois havia sido proibido de disputar seus jogos em Belgrado, devido à guerra que estava começando na RFS Iugoslávia.